# KL Андромеды
KL Андромеды (лат. KL Andromedae) — одиночная переменная звезда в созвездии Андромеды на расстоянии (вычисленном из значения параллакса) приблизительно 15198 световых лет (около 4660 парсеков) от Солнца. Видимая звёздная величина звезды — от менее +13m до +11m.

## Характеристики
KL Андромеды — красная углеродная пульсирующая переменная звезда, мирида (M:) спектрального класса C-S или M0. Эффективная температура — около 3308 K.